# Contio

Une contio est une assemblée du peuple romain.
Une contio se différencie des conciles (concilia) en ce qu'elle est convoquée et présidée par un magistrat ; elle se différencie des comices (comitia) en ce que le peuple réuni n'est pas divisé — en curies, en centuries ou en tribus — et qu'elle ne procède pas à un vote.
Tout magistrat a le ius contionis, c'est-à-dire le droit de convoquer le peuple à une contio.
Un magistrat, supérieur à celui qui convoque un contio, a le droit de la dissoudre, sauf lorsque le convoquant est un tribun de la plèbe.
Le magistrat qui la convoque en fixe le lieu et la durée. D'ordinaire, elle se tient au Forum. Mais elle peut se tenir au cirque Flaminius ou partout ailleurs. Au terme d'une contio, le magistrat prononce la levée de la séance.
Lors d'une contio, le magistrat qui la préside, après une prière publique, sans auspices, prend la parole ou autorise d'un tiers à parler au peuple.